# Stefan Böhm
Per Stefan Böhm, född 15 september 1942 i Stockholm, är en svensk skådespelare, regissör och teaterledare.

## Biografi
Föräldrarna flydde till Sverige från Österrike under andra världskriget och tyska var hans första modersmål.[källa behövs] Han är bror till psykiatern Thomas Böhm och är gift med skribenten Jeanette Gentele.
Böhm genomgick Elsa Olenius skolbarnsteater på femtiotalet och därefter Statens scenskola 1965-1968. Sedan arbetade han som skådespelare vid Dramaten 1968–1970. Han var medlem i numera nedlagda Fria Proteatern från starten 1971 och var konstnärlig ledare där från 1983. Han anställdes som lärare vid Scenskolan i Stockholm 1968 och som lärare i regi vid Dramatiska Institutet 1983. Han var teaterchef för Upsala Stadsteater 1997–2007.
Böhm är bosatt med sin hustru i Stockholm.

## Filmografi

### Roller
- 1966 – Gula hund
- 1967 – Mowgli
- 1968 – Philippe och Helene – en romantisk rysare
- 1969 – Lördagen den 5.10
- 1974 – Huset Silfvercronas gåta (TV-serie)
- 1975 – Stumpen
- 1977 – Uppdraget
- 1985 – Den tragiska historien om Hamlet – prins av Danmark (TV-serie)
- 1990 – Jag skall bli Sveriges Rembrandt eller dö!
- 1991 – Guldburen (TV-serie)

### Regi
- 1988 – Fordringsägare

## Teater

### Roller (ej komplett)
| År   | Roll            | Produktion                                                       | Regi          | Teater          |
| ---- | --------------- | ---------------------------------------------------------------- | ------------- | --------------- |
| 1969 | Förste tiggaren | Tolvskillingsoperan Kurt Weill och Bertolt Brecht                | Alf Sjöberg   | Dramaten        |
| 1983 | Agamemnon       | Sköna Helena Jacques Offenbach, Henri Meilhac och Ludovic Halévy | Olof Willgren | Fria Proteatern |

### Regi (ej komplett)
| År   | Produktion    | Upphovsmän                                     | Teater          |
| ---- | ------------- | ---------------------------------------------- | --------------- |
| 1970 | Fångspel      | Lennart Svensson, Monica Nordquist, Bernt Staf | Pistolteatern   |
| 1980 | Draken Drakon | Jevgenij Sjvarts                               | Fria Proteatern |

### Fotnoter
1. 1 2  Ratsit, läst 6 juli 2023
2. ↑  ”Stefan Böhm”. Svensk Filmdatabas. http://www.sfi.se/sv/svensk-filmdatabas/Item/?type=PERSON&itemid=71461&ref=%2ftemplates%2fSwedishFilmSearchResult.aspx%3fid%3d1225%26epslanguage%3dsv%26searchword%3dStefan+B%C3%B6hm%26type%3dPerson%26match%3dBegin%26page%3d1%26prom%3dFalse. Läst 19 februari 2013.
3. ↑  Anneli Rådestad. ”Stefan Böhm”. Judisk krönika (Jackie Jakubowski) (Nr 5, 2011):  sid. 6.
4. 1 2 3  Sigroth-Lambe, Susanne (3 juni 2007). ”Stefan Böhm blickar bakåt”. Upsala Nya Tidning. http://www.unt.se/kultur/stefan-bohm-blickar-bakat-434182.aspx. Läst 19 februari 2013.
5. ↑  ”Stefan Böhm”. Svensk biografisk handbok. https://runeberg.org/vemardet/1993/0192.html. Läst 19 februari 2013.
6. ↑  Susanne Marko (13 februari 1983). ”'Sköna Helena' svämmar över”. Dagens Nyheter:  s. 16. http://arkivet.dn.se/tidning/1983-02-13/42/16. Läst 16 september 2017.
7. ↑  ”Pistolteatern gör pjäs om kriminalvård”. Dagens Nyheter:  s. 14. 28 mars 1970. http://arkivet.dn.se/tidning/1970-03-28/84/14. Läst 12 juli 2017.
8. ↑  Bengt Jahnsson (28 september 1980). ”Lysande Fria Pro: Nu sprutar 'Draken' eld”. Dagens Nyheter:  s. 20. http://arkivet.dn.se/tidning/1980-09-28/265/20. Läst 16 september 2017.